# Auguste Cornu
Auguste Cornu, född 9 augusti 1888 i Beaune, död 6 maj 1981 i Berlin, var en fransk marxistisk filosof och historiker. Han var professor vid Humboldt-Universität zu Berlin från 1949 till 1956.

## Biografi
Cornu avlade år 1913 doktorsexamen vid Sorbonne med avhandlingen La Jeunesse de Karl Marx 1818–1845. Han blev medlem av Franska sektionen av Arbetarinternationalen år 1913 och anslöt sig år 1944 till Franska kommunistpartiet. Under andra världskriget var han aktiv medlem av franska motståndsrörelsen.